# Lucia Azzolina
Lucia Azzolina (ur. 25 sierpnia 1982 w Syrakuzach) – włoska polityk, nauczycielka i prawniczka, działaczka Ruchu Pięciu Gwiazd, posłanka do Izby Deputowanych, w latach 2020–2021 minister edukacji.

## Życiorys
Ukończyła Liceo Scientifico Statale „Leonardo Da Vinci” w Floridii, następnie w 2004 studia I stopnia z zakresu filozofii na Uniwersytecie w Katanii. Specjalizowała się później w zakresie historii filozofii, uzyskała też kwalifikacje nauczycielskie. W 2013 została absolwentką prawa na Uniwersytecie w Pawii. Pracowała jako nauczycielka w szkołach średnich w miejscowościach La Spezia i Sarzana, wykładała w instytucie szkolnictwa wyższego w Bielli, praktykowała również jako prawniczka specjalizująca się w prawie oświatowym. W 2018 objęła w jednej ze szkół stanowisko dyrektorskie. Była także działaczką związkową w ramach ANIEF, związku zawodowego zrzeszającego nauczycieli i szkoleniowców.
Dołączyła do Ruchu Pięciu Gwiazd. W wyborach w 2018 uzyskała mandat posłanki do Izby Deputowanych XVIII kadencji. We wrześniu 2019 powołana na podsekretarza stanu w ministerstwie edukacji, szkolnictwa wyższego i badań naukowych. W grudniu 2019 premier Giuseppe Conte wysunął jej kandydaturę na nowego ministra edukacji. Urząd ten objęła w styczniu 2020, sprawowała go do lutego 2021. W czerwcu 2022 opuściła Ruch Pięciu Gwiazd, współtworząc ruch polityczny Insieme per il Futuro.